# Cydnie Timmermann
Cydnie Timmermann (17 aprile 2003) è una sciatrice alpina canadese.

## Biografia
Attiva dal novembre del 2019, la Timmermann ha esordito in Nor-Am Cup il 17 dicembre dello stesso anno a Nakiska in slalom gigante, senza completare la prova; non ha debuttato in Coppa del Mondo né preso parte a rassegne olimpiche o iridate.

## Palmarès

### Nor-Am Cup
- Miglior piazzamento in classifica generale: 25ª nel 2022

### Campionati canadesi
- 1 medaglia:
  - 1 argento (slalom speciale nel 2022)